# Djoua
Djoua je pritok rijeke Ivindo u Gabonu i Republici Kongo. Rijeka izvire u Kongu i teče prema zapadu, čineći dio međunarodne granice između dviju zemalja.
Rijeka je jedna od glavnih pritoka rijeke Ogooué, četvrte najveće rijeke u Africi po volumenu protoka nakon rijeka Kongo, Niger i Zambezi.